# Giro del Trentino 2004
Il Giro del Trentino 2004, ventottesima edizione della corsa, si svolse dal 20 al 23 aprile su un percorso di 674 km ripartiti in 4 tappe, con partenza e arrivo ad Arco. Fu vinto dall'italiano Damiano Cunego della Saeco davanti allo sloveno Jure Golčer e all'italiano Gilberto Simoni.

## Tappe
| Tappa  | Data      | Percorso               | km    | Vincitore di tappa  | Leader cl. generale |
| ------ | --------- | ---------------------- | ----- | ------------------- | ------------------- |
| 1ª     | 20 aprile | Arco > Marcena di Rumo | 168,5 | Damiano Cunego      | Damiano Cunego      |
| 2ª     | 21 aprile | Livo > Roncone         | 171,5 | Damiano Cunego      | Damiano Cunego      |
| 3ª     | 22 aprile | Roncone > Fiavé        | 165   | Juan Miguel Mercado | Damiano Cunego      |
| 4ª     | 23 aprile | Comano Terme > Arco    | 168,8 | Ján Svorada         | Damiano Cunego      |
| Totale | Totale    | Totale                 | 674   |                     |                     |

## Dettagli delle tappe

### 1ª tappa
- 20 aprile: Arco > Marcena di Rumo – 168,5 km

| Pos. | Corridore         | Squadra       | Tempo    |
| ---- | ----------------- | ------------- | -------- |
| 1    | Damiano Cunego    | Saeco         | 4h49'22" |
| 2    | Jure Golčer       | Form. Pinzolo | a 1"     |
| 3    | Mikhaylo Khalilov | ICET          | a 5"     |

| Pos. | Corridore         | Squadra       | Tempo    |
| ---- | ----------------- | ------------- | -------- |
| 1    | Damiano Cunego    | Saeco         | 4h49'12" |
| 2    | Jure Golčer       | Form. Pinzolo | a 5"     |
| 3    | Mikhaylo Khalilov | ICET          | a 11"    |

### 2ª tappa
- 21 aprile: Livo > Roncone – 171,5 km

| Pos. | Corridore         | Squadra | Tempo    |
| ---- | ----------------- | ------- | -------- |
| 1    | Damiano Cunego    | Saeco   | 4h50'23" |
| 2    | Gilberto Simoni   | Saeco   | a 34"    |
| 3    | Giuliano Figueras | Panaria | s.t.     |

| Pos. | Corridore       | Squadra       | Tempo    |
| ---- | --------------- | ------------- | -------- |
| 1    | Damiano Cunego  | Saeco         | 9h39'25" |
| 2    | Jure Golčer     | Form. Pinzolo | a 49"    |
| 3    | Gilberto Simoni | Saeco         | a 53"    |

### 3ª tappa
- 22 aprile: Roncone > Fiavé – 165 km

| Pos. | Corridore           | Squadra       | Tempo    |
| ---- | ------------------- | ------------- | -------- |
| 1    | Juan Miguel Mercado | Quick Step    | 3h54'13" |
| 2    | Giuseppe Muraglia   | Form. Pinzolo | a 25"    |
| 3    | Bartosz Huzarski    | Action        | a 34"    |

| Pos. | Corridore       | Squadra       | Tempo     |
| ---- | --------------- | ------------- | --------- |
| 1    | Damiano Cunego  | Saeco         | 13h35'05" |
| 2    | Jure Golčer     | Form. Pinzolo | a 49"     |
| 3    | Gilberto Simoni | Saeco         | a 53"     |

### 4ª tappa
- 23 aprile: Comano Terme > Arco – 168,8 km

| Pos. | Corridore                 | Squadra  | Tempo    |
| ---- | ------------------------- | -------- | -------- |
| 1    | Ján Svorada               | Lampre   | 3h55'58" |
| 2    | Alejandro Alberto Borrajo | Panaria  | s.t.     |
| 3    | Graziano Gasparre         | De Nardi | s.t.     |

| Pos. | Corridore       | Squadra       | Tempo     |
| ---- | --------------- | ------------- | --------- |
| 1    | Damiano Cunego  | Saeco         | 17h31'03" |
| 2    | Jure Golčer     | Form. Pinzolo | a 49"     |
| 3    | Gilberto Simoni | Saeco         | a 53"     |

## Classifiche finali

### Classifica generale
| Pos. | Corridore           | Squadra                            | Tempo     |
| ---- | ------------------- | ---------------------------------- | --------- |
| 1    | Damiano Cunego      | Saeco                              | 17h31'03" |
| 2    | Jure Golčer         | Formaggi Pinzolo Fiavé             | a 49"     |
| 3    | Gilberto Simoni     | Saeco                              | a 53"     |
| 4    | Giuliano Figueras   | Ceramiche Panaria-Margres          | a 55"     |
| 5    | Pavel Tonkov        | Vini Caldirola-Nobili Rubinetterie | a 1'06"   |
| 6    | Gerhard Trampusch   | Acqua & Sapone                     | a 1'25"   |
| 7    | Luca Mazzanti       | Ceramiche Panaria-Margres          | a 2'55"   |
| 8    | Juan Miguel Mercado | Quick Step                         | a 3'02"   |
| 9    | Giuseppe Di Grande  | Formaggi Pinzolo Fiavé             | a 3'08"   |
| 10   | Kyrylo Pospyeyev    | Acqua & Sapone                     | a 3'10"   |